# زوريكا ديسبودوفسكا
زوريكا ديسبودوفسكا مواليد 20 ديسمبر 1991 في سكوبيه، جمهورية مقدونيا، هي لاعبة كرة يد مقدونية. مثلت منتخب مقدونيا لكرة اليد للسيدات. شاركت في بطولة أوروبا لكرة اليد للسيدات 2012.